# Gun-Britt Kohler
Gun-Britt Kohler (* 1971) ist eine deutsche Slavistin.

## Leben
Sie studierte in Würzburg und Paris Slavistik, Romanistik sowie russische Literaturwissenschaft. 2001 promovierte sie in Slawischer Philologie. Seit 2008 lehrt sie an der Universität Oldenburg.
Ihre Forschungsschwerpunkte sind die vergleichende Untersuchung vor allem nordslavischer Literaturen aus feldtheoretischer Perspektive, die Entwicklung „kleiner“ slavischer Literaturen, die Konstituierung moderner Literatur, Wechselwirkungen slavischer Literaturen mit Philosophie und Musik.

## Schriften (Auswahl)
- Boris de Schloezer (1881–1969). Wege aus der russischen Emigration. Köln 2001, ISBN 3-412-13302-7.